# Die brillante Mademoiselle Neïla
Die brillante Mademoiselle Neïla (Originaltitel: Le Brio) ist eine französisch-belgische Tragikomödie von Yvan Attal aus dem Jahr 2017.

## Handlung
Neïla Salah kommt am ersten Tag ihres Studiums zu spät zur Vorlesung von Juraprofessor Pierre Mazard. Der äußert sich zynisch und herablassend über sie und stellt sie vor dem gesamten Auditorium bloß. Als seine Sprüche auf ihre arabischen Wurzeln anspielen, werfen ihm Studenten Rassismus vor. Seine Äußerungen landen als Handyvideos auf Facebook, und verschiedene Gruppen und eine Petition setzen sich daraufhin für seine Entlassung ein. Da es bereits in den vergangenen Jahren immer wieder Ärger mit Pierres Auftreten gegeben hat, wird er nun definitiv vor dem Disziplinarausschuss aussagen müssen. Universitätspräsident Grégoire Viviani will ihn nicht mehr decken, jedoch gleichzeitig seine Entlassung verhindern, und schlägt vor, dass Pierre Neïla beim jährlichen Rhetorikwettbewerb als Mentor unterstützen soll. Dies soll den Ausschuss milde stimmen. Notgedrungen stimmt Pierre zu.
Neïla hatte nicht vor, sich beim Wettbewerb anzumelden, geht nach einigem Zögern jedoch auf Pierres Angebot ein, sie für den Wettbewerb zu schulen. Nach einer ersten Stunde, in der beide Arthur Schopenhauers Werk Die Kunst, Recht zu behalten durchnehmen, kommt es bereits in der zweiten Stunde zum Bruch, als Pierre Neïlas nachlässige Kleidung kritisiert. Beide finden jedoch wieder zusammen. Weitere Stunden behandeln unter anderem die Artikulation, die mit lauten Rezitationen in der U-Bahn auch praktisch geprobt wird. Schließlich folgen Stunden, in denen sie falsche Argumentationen und weitere rhetorische Kunstgriffe Schopenhauers durchnehmen.
Die erste Runde des Rhetorikwettbewerbs steht an, und Neïla soll zum Thema „Kleider machen Leute“ argumentieren. Ihr Kontrahent beleidigt sie rassistisch, und sie lässt sich aus dem Konzept bringen. Sie kommt dennoch eine Runde weiter, da ihr Kontrahent disqualifiziert wird. Neïla hat sich Pierres Anmerkungen zu ihrem Auftreten zu Herzen genommen und zieht sich eleganter an. Dies führt zu einer Krise in ihrer Clique, vor allem mit Mounir, den sie bereits seit Kindheitstagen kennt und der ihr nun elitäres Auftreten vorwirft. Mithilfe rhetorischer Tricks schafft sie es, dass er ihr endlich seine Liebe gesteht. Beide werden ein Paar. Während Neïla im Rhetorikwettbewerb bis ins Finale vordringt, wird ihre Beziehung zu Mounir immer brüchiger, nicht zuletzt, weil sie ihm sprachliche Fehler vorhält und ihn korrigiert.
Kurz vor dem Finale dankt Neïla Pierre bei einem Empfang vor der versammelten Universitätsleitung für seine Unterstützung. Von einem Kommilitonen erfährt sie, dass in einer Woche der Disziplinarausschuss tagen wird und Pierre sie letztlich nur benutzt hat, um in einem besseren Licht dazustehen. Sie eröffnet Pierre, dass sie ihm nie helfen werde, sich reinzuwaschen. Beim Finale des Wettbewerbs erscheint sie nicht, sondern geht zu Mounir – zwischen beiden herrschte nach einer weiteren Grammatikkorrektur Neïlas Funkstille. Sie entschuldigt sich bei ihm und gesteht, dass sie alles hingeschmissen habe. Mounir will jedoch, dass sie weiterkämpft, und fährt sie zum Wettbewerb. Als Neïla erscheint, ist der Wettbewerbssaal leer. Kurz darauf platzt sie in den Disziplinarausschuss und darf ihre Meinung zu Pierres Fall sagen. Rhetorisch gewandt bezeichnet sie ihn zwar als Zyniker, respektlos und ungläubig in jeder Hinsicht, verteidigt ihn jedoch auch. Pierre folgt ihr und bedankt sich.
Jahre später ist Neïla nach ihrem Studium als Strafverteidigerin tätig. Einem respektlosen Straftäter bringt sie im ersten Schritt Achtung ihr gegenüber bei und geht mit ihm die Grundlagen durch, die auch Pierre sie gelehrt hat: beim Reden gerade zu stehen und deutlich zu sprechen, um beim ersten Eindruck vor Gericht zu überzeugen.

## Produktion

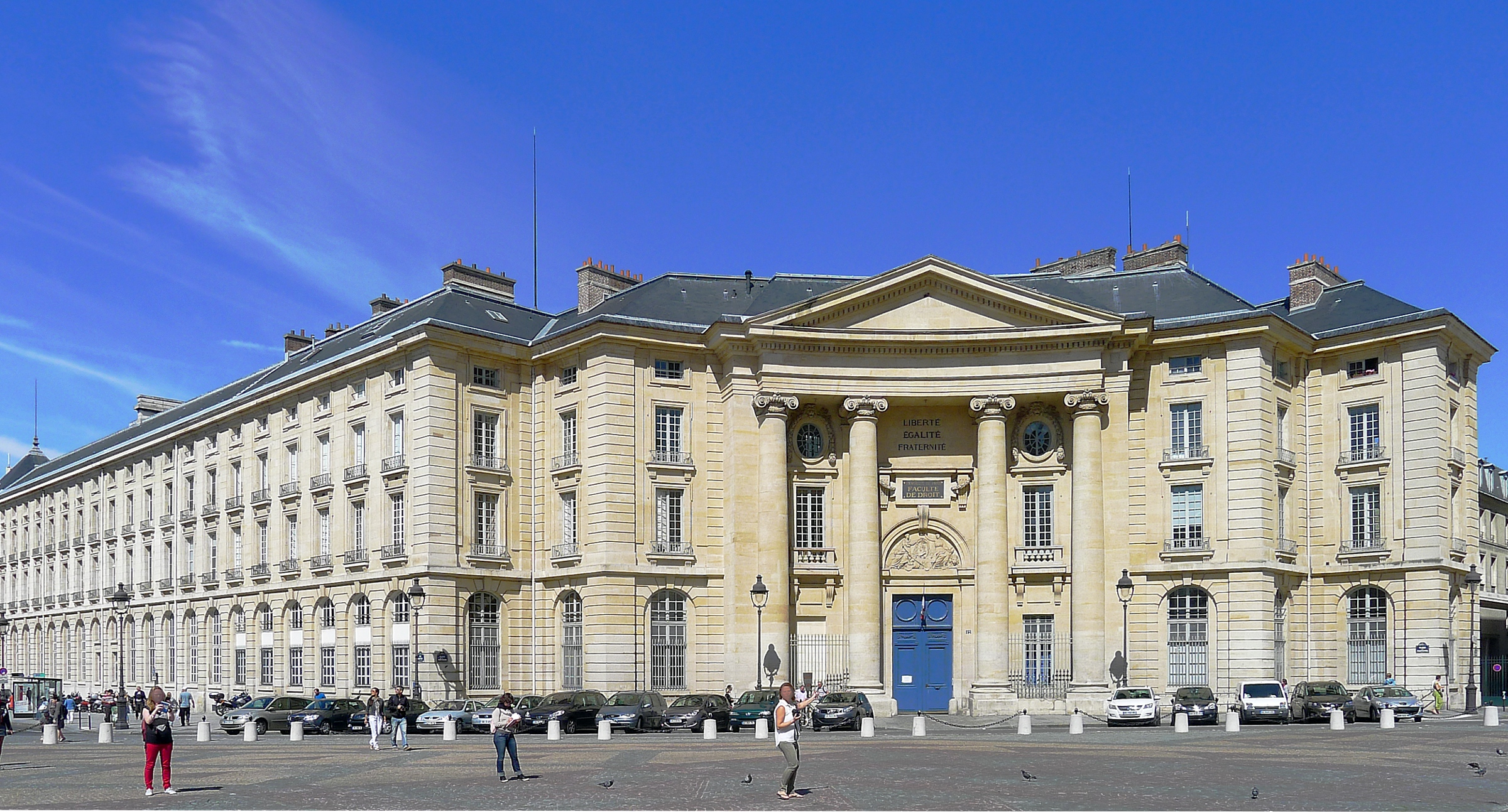
Universität Panthéon-Assas, Hauptdrehort des Films

Die brillante Mademoiselle Neïla ist der fünfte Langfilm, den Yvan Attal als Regisseur umsetzte. Der Film entwickelte sich aus einem Attal zugeschickten Drehbuch von Victor Saint Macary und Yaël Langmann, in dem es um eine junge Frau ging, die ein Tomboy ist und ein Jurastudium beginnt. Attal arbeitete das Drehbuch mit Saint Macary und Langmann um; zuletzt verfeinerte Noé Debré einzelne Szenen.
Der Film wurde vor allem in Paris gedreht. Drehort für die Szenen an und in der Universität entstanden an der Universität Panthéon-Assas, Drehort für die Bibliotheksszenen war die Bibliothek Sainte-Geneviève. Die Aufnahmen rund um Neïlas Wohnung wurden in Créteil gedreht, wo Regisseur Attal selbst aufwuchs. Die Kostüme schuf Carine Sarfati, die Filmbauten stammen von Michèle Abbé-Vannier.
Im Vorspann des Films werden Archivaufnahmen von Interviews mit Serge Gainsbourg, Romain Gary, Jacques Brel, François Mitterrand, Yves Mourousi (1942–1998) und Claude Lévi-Strauss gezeigt. 
Die brillante Mademoiselle Neïla wurde erstmals am 25. Oktober 2017 auf dem Festival Cinemed in Montpellier gezeigt und lief am 22. November 2017 in den französischen und belgischen Kinos an. In Deutschland kam der Film am 14. Juni 2018 in die Kinos. 2018 erschien bei Sqare in One eine DVD in deutscher und französischer Sprache.

## Synchronisation

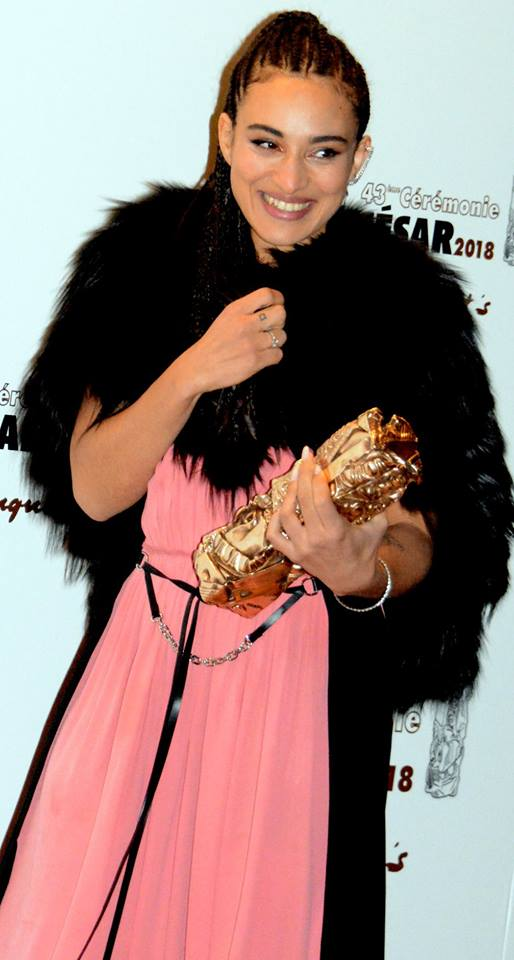
Camélia Jordana, César-Gewinnerin für Die brillante Mademoiselle Neïla

| Rolle                                  | Darsteller              | Synchronsprecher  |
| -------------------------------------- | ----------------------- | ----------------- |
| Pierre Mazard                          | Daniel Auteuil          | Gudo Hoegel       |
| Neïla Salah                            | Camélia Jordana         | Kaya Marie Möller |
| Mounir                                 | Yasin Houicha           | Ricardo Richter   |
| Mutter von Neïla                       | Nozha Khouadra          | Katrin Zimmermann |
| Universitätspräsident Grégoire Viviani | Nicolas Vaude           | Rainer Fritzsche  |
| Benjamin de Segonzac                   | Jean-Baptiste Lafarge   | Nicolás Artajo    |
| Keufran                                | Virgil Leclaire         | Sebastian Fitzner |
| Großmutter von Neïla                   | Zohra Benali            | Inaam Wali        |
| Jean Proutot                           | Damien Zanoly           | Konrad Bösherz    |
| Preisrichter                           | Jean-Philippe Puymartin | Till Hagen        |
| Mandant                                | Nassim Si Ahmed         | Julien Haggège    |
| Anissa                                 | Julia Malinbaum         | Alice Bauer       |

## Auszeichnungen
Die brillante Mademoiselle Neïla wurde 2018 für einen César in der Kategorie Bester Film nominiert. Camélia Jordana gewann einen César als Beste Nachwuchsdarstellerin, Daniel Auteuil erhielt eine Césarnominierung in der Kategorie Bester Hauptdarsteller. Beim Prix Lumières wurden Daniel Auteil für einen Preis in der Kategorie Bester Hauptdarsteller und Camélia Jordana für einen Preis in der Kategorie Beste Nachwuchsdarstellerin nominiert.

## Remake
Regisseur Sönke Wortmann drehte unter dem Titel Contra eine deutsche Fassung des Films, in dem Christoph Maria Herbst und Nilam Farooq die Hauptrollen spielen. Die Dreharbeiten fanden im Sommer 2019 in Köln, Bonn, Berlin und Frankfurt statt und wurden am 9. August 2019 abgeschlossen. Der Film kam am 28. Oktober 2021 in die deutschen Kinos. Für Wortmann ist dies nach Der Vorname die zweite Neuverfilmung einer französischen Komödie.